# 鈴木絵理
鈴木 絵理（すずき えり、6月22日 - ）は、日本の女性声優。東京俳優生活協同組合所属。神奈川県出身。

## 経歴
元々は女優志望であり、学生の頃は劇団に所属していたが、『デジモンアドベンチャー』のドラマCDに感銘を受け声優を志す。
2011年、俳協ボイスアクターズスタジオ40期生。2012年から東京俳優生活協同組合所属。

## 人物
声種はメゾソプラノ。特技はエアガン射撃。趣味は映画鑑賞、舞台鑑賞。
兄がいる。
声優となるきっかけとなった作品は『デジモンアドベンチャー』と『HUNTER×HUNTER』で、最初に好きになった声優は竹内順子である。
アニメ『六畳間の侵略者!?』から生まれたユニット「ハート♡インベーダー」のメンバーである田澤茉純、長縄まりあ、大森日雅と仲がいい。また、『アイドルマスターシンデレラガールズ』で数多く共演していた立花理香・今井麻夏などとも交流が深い。
2020年に衝動的に書道を始め「日々の、私の叫びたい！心の声」を書いた半紙を継続してツイートしている。その縁で書道を披露する機会が生まれている。
ケンタッキーフライドチキンを好み、自身のInstagramアカウントには「ケンタッキーフライドチキン（KFC）の美味しさを共有するコンテンツ」と称してチキンの写真を投稿している。2024年9月には『ウマ娘』が同社とコラボレーションし、トーセンジョーダン役を務めていることから仕事で関わることができた。

## 出演
太字はメインキャラクター。

### テレビアニメ
2013年
- 俺の彼女と幼なじみが修羅場すぎる（女子生徒B）
- きんいろモザイク（2013年 - 2015年、女子生徒C、女子生徒A、女子学生A） - 2シリーズ
- 凪のあすから（鹿元和代）

2014年
- ニセコイ（2014年 - 2015年、女子生徒、店員、女性、生徒、ホテル従業員、春の友達） - 2シリーズ
- selector infected WIXOSS（女子生徒、少女）
- 龍ヶ嬢七々々の埋蔵金（茨夕）
- 六畳間の侵略者!?（東本願早苗）
- 精霊使いの剣舞（ラッカ）
- グリザイアの果実（ニャンメル）

2015年
- 純潔のマリア（シャンダル）
- アイドルマスター シンデレラガールズ（堀裕子） - 2シリーズ
- 聖剣使いの禁呪詠唱（デコスケ）
- 四月は君の嘘（圭子）
- 冴えない彼女の育てかた（2015年 - 2017年、姫川時乃） - 2シリーズ
- カードファイト!! ヴァンガード（2015年 - 2018年、弟、生徒B） - 2シリーズ
- ハイスクールD×Dシリーズ（2015年 - 2018年、ポーン、女子） - 2シリーズ
- 青春×機関銃（女性客）
- がっこうぐらし!（女子生徒C）
- 監獄学園（女子F）
- ヘヴィーオブジェクト（2015年 - 2016年、ミリンダ＝ブランティーニ）
- VALKYRIE DRIVE -MERMAID-（久住）

2016年
- Dimension W（エリザベス・グリーンハウ＝スミス）
- おしえて! ギャル子ちゃん（ブド子）
- ハンドレッド（劉雪梅）
- ふらいんぐうぃっち（倉本千夏、マンドレイク）
- Re:ゼロから始める異世界生活（2016年 - 2021年、メィリィ、子供） - 3シリーズ / 2020年に第1期新編集版が放送
- あにトレ!XX 〜ひとつ屋根の下で〜（出海さくら）
- あまんちゅ!（2016年 - 2018年、小日向光） - 2シリーズ
- ガーリッシュナンバー（苑生百花）
- 競女!!!!!!!!（冬空星天）
- 食戟のソーマシリーズ（2016年 - 2018年、観客A、女子生徒C） - 2シリーズ
- ねじ巻き精霊戦記 天鏡のアルデラミン（クス、ミタ・ケンシー）
- Rewrite（2016年 - 2017年、静流の妹、ヤスミン） - 2シリーズ

2017年
- クズの本懐（小学生B）
- 風夏（三笠実琴、女子生徒）
- クラシカロイド（子ども）
- 名探偵コナン（2017年 - 2023年、アナウンサー、子供）
- キラキラ☆プリキュアアラモード（児玉えみる）
- アイドルマスター シンデレラガールズ劇場（2017年 - 2019年、堀裕子） - 3シリーズ 
- プリンセス・プリンシパル（女子生徒、少女、大人、訓練生）

2018年
- 刀使ノ巫女（古波蔵エレン）
- ポチっと発明 ピカちんキット（2018年 - 2020年、ひなちゃん、お客さん、ミナちゃん、カンコ鳥）
- パズドラ（少年A、お姉さん）
- クレヨンしんちゃん（2018年 - 2024年、園児B、若いタケ子、子供、タケル、健太 他）
- 鹿楓堂よついろ日和（伝蔵）
- 妖怪ウォッチ シャドウサイド（八品マナミ）
- ヒナまつり（マミ）
- ゆらぎ荘の幽奈さん（宮崎千紗希）
- うちのメイドがウザすぎる!（女子、ダイキチ、少女）
- FAIRY TAIL（メアリー）
- ドラえもん（テレビ朝日版第2期）（2018年 - 2025年、ショート、少女、男の子、ナレーション、子どもたち 他）

2019年
- みにとじ（古波蔵エレン）
- キラキラハッピー★ ひらけ!ここたま（こはる）
- ぼくたちは勉強ができない（蝶野） - 2シリーズ
- アズールレーン（ベイリー、ブルドッグ、ビーグル）

2020年
- マギアレコード 魔法少女まどか☆マギカ外伝（夏目かこ）

2021年
- ゾンビランドサガ リベンジ（新卒AD）
- 結城友奈は勇者である -大満開の章-
- 最果てのパラディン（2021年 - 2023年、ビィ〈ロビィナ・グッドフェロー〉） - 2シリーズ

2022年
- トライブナイン（水着美女）
- ブラック★★ロックシューター DAWN FALL（モミジ）
- それでも歩は寄せてくる（ミク）

2023年
- 久保さんは僕を許さない（女性店員）
- Paradox Live THE ANIMATION（女性客、女性）
- ウマ娘 プリティーダービー Season 3（トーセンジョーダン）

2024年
- 休日のわるものさん（店員）

2025年
- 謎解きはディナーのあとで（藤倉里香）

### 劇場アニメ
- 大きい1年生と小さな2年生（2014年、隣の女の子）
- 映画 中二病でも恋がしたい! -Take On Me-（2018年、生徒）
- 冴えない彼女の育てかた Fine（2019年、姫川時乃）
- ARIA The CREPUSCOLO（2021、ゴンドラ女性客）[39]
- ウマ娘 プリティーダービー 新時代の扉（2024年、トーセンジョーダン）

### OVA
- 12歳。（2015年、女子4） - 『ちゃお』2015年10月号付録
- ゆらぎ荘の幽奈さん（2018年 - 2020年、宮崎千紗希） - コミックス第12・13・24巻アニメBD同梱完全受注限定版

### Webアニメ
2010年代
- アニメで分かる心療内科（2015年、OL、女の子B）
- モンスターストライク（2016年、ナポレオン）
- アイドルマスター シンデレラガールズ劇場 火曜シンデレラシアター / Extra Stage（2017年 - 2021年、堀裕子） - 2シリーズ
- A.I.C.O. Incarnation（2018年、女子生徒A）

2020年代
- バトルスピリッツ 赫盟のガレット（2020年、少年A）
- ハレルヤ -運命の選択-（2020年、シスターマリー）
- コタローは1人暮らし（2022年、女の子）
- スプリガン（2022年、放送部員）
- うまゆる（2022年、トーセンジョーダン）

### ゲーム
2013年
- アイコレ〜with you〜（茉莉小花、飛球叶）

2014年
- アイドルマスター シンデレラガールズ（2014年 - 2024年、堀裕子） - 2作品
- 猫さばいばー!（ここな、メグ）

2015年
- 電撃文庫 FIGHTING CLIMAX IGNITION（ミリンダ＝ブランティーニ）
- ファイアーエムブレムif（ソレイユ）
- ブレイブソード×ブレイズソウル
- 嫁コレ（東本願早苗）

2016年
- チェインクロニクル 〜絆の新大陸〜（孤島のもののけスピラト）
- AKIBA'S BEAT（鬼灯アカリ）
- オルタナティブガールズ（謎の人物）
- クイズRPG 魔法使いと黒猫のウィズ（ツツジ・カミノキ、レリア・フェリズ）
- 神撃のバハムート（フィリア）
- ソウルワーカー（ルーシー）
- 東京ハーレム（エール）
- パズルオブエンパイア（ハンニバル、董卓）
- リーリヤのおともだち（メグ）
- 天鏡のアルデラミン ROAD OF ROYAL KNIGHTS（クス）
- ドラゴンジェネシス -聖戦の絆（ゼノビア）

2017年
- あくしず戦姫 〜戦場を駆ける乙女たち〜（F-2A、Lagg-3）
- 戦艦少女R（暁、シグスビー、寧海）
- 閃乱カグラ NewWave（伊吹）
- ファイアーエムブレム Echoes もうひとりの英雄王（デューテ、エマ）
- ファイアーエムブレム ヒーローズ（2017年 - 2025年、デューテ、リアーネ、ソレイユ）
- プロジェクト東京ドールズ（ヒヨ）
- マギアレコード 魔法少女まどか☆マギカ外伝（2017年 - 2022年、夏目かこ）
- FLOWERS 冬篇（石蕗千佳）

2018年
- アズールレーン（2018年 - 2022年、ベイリー、ブルドッグ、ビーグル、妙高、那智）
- 刀使ノ巫女 刻みし一閃の燈火（古波蔵エレン）
- 温泉むすめ ゆのはな これくしょん（伊東椿月）
- ゴッドイーター レゾナントオプス（ルエラ・リンステッド）
- 誰ガ為のアルケミスト（ホオズキ）
- ポチッと発明 ピカちんキット -ゲームでピラメキ大作戦（ひなちゃん）
- ゆらぎ荘の幽奈さん 湯けむり迷宮（宮崎千紗希）

2019年
- 荒野のコトブキ飛行隊 大空のテイクオフガールズ！（サクラ）
- ゆらぎ荘の幽奈さん ドロロン温泉大紀行（宮崎千紗希）
- 妖怪ウォッチ4 ぼくらは同じ空を見上げている（八品マナミ、ハレ女/雨女）
- ブラウンダスト（ダイアン）

2020年
- 東方キャノンボール（メディスン・メランコリー）

2021年
- アークザラッド R（ワイト）
- ウマ娘 プリティーダービー（2021年 - 2024年、トーセンジョーダン）
- シノビマスター 閃乱カグラ NEW LINK（伊吹）
- 遊戯王ラッシュデュエル　最強バトルロイヤル!!（ゴーハ市の女の子）

2022年
- モンスターストライク（チャクラ）
- ナナリズムダッシュHYPER（モニカ）
- クローバーシアター（リリー）

2023年
- マブラヴ：ディメンションズ（リィズ・ホーエンシュタイン）
- 信長の野望 出陣（井伊直虎、お市、成田甲斐）
- Shadowverse（繁栄の撒き手、 永生の大魔女）

2024年
- Run For Money～逃走ごっこ～（フライドニワトリ）
- バニーガーデン（凜）

2025年
- 魔法少女まどか☆マギカ Magia Exedra（夏目かこ）

### ドラマCD
2010年代
- THE IDOLM@STER CINDERELLA GIRLS Passion Winter Activity!（2014年、堀裕子）
- Z/X -Zillions of enemy X- NC DramaCD ③「ソトゥミサ放送局 R」（2015年、麗の妙声鳥 迦陵頻伽）
- なまいきざかり。（2015年、女子生徒A）
- あまんちゅ!第10巻特装版ドラマCD（2016年、小日向光）
- ハンドレッド（2016年、劉雪梅）※小説第10巻限定特装版
- ファイアーエムブレム0 愛と絆のスペシャルトークCD（2017年、エマ）
- ふらいんぐうぃっち（2019年、倉本千夏）

2020年代
- FLOWERSオリジナルサウンドドラマ『ストレリチアの花言葉』（2020年、石蕗千佳）
- 朗読劇「さよならのかわりに」ドラマCD 赤椿Ver（2020年、稲垣奈美）
- Z/X -Zillions of enemy X- NF DramaCD ⑱「ごーじゃすしっくすばーず」（2021年、麗の妙声鳥 迦陵頻伽）

### デジタルコミック
- VOMIC センセイ君主 （2013年、女子生徒）
- あかいろ交差点 発売告知PV（2016年、大原たまき[87]）
- 恋するメゾン（2018年、水瀬鈴芽[88]）
- 伯爵令嬢は犬猿の仲のエリート騎士と強制的につがいにさせられる（2024年、ティアナ[89]）

### 吹き替え
- ビッグ・ショーのファミリー・ショー（2020年、オリビア〈エマ・ローウェン〉）
- ファイヤーバディ（2023年、アクセル）[90]

### ラジオ
※はインターネット配信。
- A&G Girls Project Trefle（2014年 - 2015年、超!A&G+※）[91]
- カフェ・ド・ボイス・ダイアリー（2015年 - 2016年、超!A&G+※）[91]
- 大森日雅・鈴木絵理 今夜もSPAで待ち合わせ♪（2016年、超!A&G+※）[92]
- あまんちゅらじお! ぴかりとてこと（2016年 - 2017年、ニコニコ動画※）[93]
- 和氣あず未と鈴木絵理のハートフルラジオ!（2017年 - 2018年、超!A&G+※）[94]
- あまんちゅ！ラジオ〜あどばんす〜 ぴかりとてこと（2018年、YouTube※）[95]
- あずえりR（2019年 - 2023、ニコニコ生放送※）[96]
- あずえりRG（2023年 - OPENREC.tv※）[96]

### インターネット動画配信
- アニメ『六畳間の侵略者!?』ニコ生 超密着型番組!?ぎゅぎゅぎゅ放送!（2014年、ニコニコ生放送）
- 声優カメラ旅 #4（2018年、dTV）[97]
- おつかれさんさんアミノ酸トーク（2021年、味の素株式会社）[98][99]
- 鈴木絵理のえりぴょんといっしょ！（2022年、OPENREC.tv）[100]
- 鈴木絵理・のぐちゆりの貴族になりたい（2023年 - ニコニコ生放送）[101]

### その他の映像作品
- ちば旅コンシェルジュ♯14（2017年、千葉テレビ） - ナビゲーターとして[102]
- VR朗読劇「百合に挟まれてる女って、罪ですか？」（2023年、Binky、神枝楓）[103]

### CM
- コミックス「あまんちゅ!」16巻、17巻CM（2021年、TOKYO MX）[104]

### 映像商品
- THE IDOLM@STER CINDERELLA GIRLS 2ndLIVE PARTY M@GIC!!（2015年）[105]
- THE IDOLM@STER CINDERELLA GIRLS 3rdLIVE シンデレラの舞踏会 -Power of Smile- Blu-ray Day1（2016年）[106]
- THE IDOLM@STER CINDERELLA GIRLS 4thLIVE TriCastle Story（2017年）[107]
- アイドルマスター シンデレラガールズ小劇場 第1巻（2018年）[108]
- THE IDOLM@STER CINDERELLA GIRLS 5thLIVE TOUR Serendipity Parade!!! @MIYAGI（2018年）[109]
- THE IDOLM@STER CINDERELLA GIRLS 5thLIVE TOUR Serendipity Parade!!! @OSAKA（2018年）[109]
- THE IDOLM@STER CINDERELLA GIRLS 5thLIVE TOUR Serendipity Parade!!! @SAITAMA SUPER ARENA Blu-ray DAY2（2018年）[110]
- THE IDOLM@STER CINDERELLA GIRLS SS3A Live Sound Booth♪（2019年）[111]
- THE IDOLM@STER CINDERELLA GIRLS 6thLIVE MERRY-GO-ROUNDOME!!! @NAGOYA DOME（2019年）[112]
- THE IDOLM@STER CINDERELLA GIRLS 7thLIVE TOUR Special 3chord♪ Comical Pops! ＠MAKUHARI MESSE（2020年）[113]
- THE IDOLM@STER CINDERELLA GIRLS 7thLIVE TOUR Special 3chord♪ Funky Dancing! ＠NAGOYA DOME（2020年）[114]
- 朗読劇『BLT〜ボーイズ･ラブ･ツクール〜 少女と金魚鉢』DVD（2021年）[115]
- THE IDOLM@STER CINDERELLA GIRLS 10th ANNIVERSARY M@GICAL WONDERLAND TOUR!!! CosmoStar Land & Tropical Land（2022年）[116]
- THE IDOLM@STER CINDERELLA GIRLS 10th ANNIVERSARY M@GICAL WONDERLAND!!! (2022年)[117]
- ウマ娘 プリティーダービー 4th EVENT SPECIAL DREAMERS!! （2023年）[118]
- THE IDOLM@STER CINDERELLA GIRLS LIKE4LIVE #cg_ootd　(2023年)[119]
- THE IDOLM@STER CINDERELLA GIRLS Twinkle LIVE Constellation Gradation (2023年)[120]

### 舞台
- 劇団BDP
  - ミュージカル「パパからもらった宝もの」
  - 夜空の虹
- 朗読
  - 寓想雑貨店公演『Butterfly 〜てふてふ荘へようこそ〜』（2012年6月15日 - 17日 、阿佐ヶ谷アートスペース プロット）[121]
  - 寓想雑貨店公演『さなぎ 〜After night comes the day〜』（2013年9月21日 - 23日、ART THEATER かもめ座）[122]
  - 『よろず占い処 陰陽屋へようこそ』（2019年3月16日、日本教育会館 一ツ橋ホール） - 倉橋怜 役[123]
  - 音楽朗読劇『嵐が丘』（2020年2月24日、TOKYO FM HALL） - キャサリン/キャシー 役[124]
  - 朗読劇『BLT〜ボーイズ･ラブ･ツクール〜 少女と金魚鉢』（2020年11月6日 - 8日、シアターKASSAI）[125]
  - 声優が魅了する日本怪談話『流離う魂ー小泉八雲の世界ー』（2020年12月24日、紀伊國屋サザンシアター TAKASHIMAYA） - ハーンの母 役 ほか[126]
  - READPIA 朗読劇『STAGE』（2021年4月1日、オンライン配信）[127]
  - READPIA オリジナル朗読劇「モノクロの空に虹を架けよう」第六夜（2021年5月15日、オンライン配信） - 彩 役[128]
  - 『全国5大都市ツアー朗読劇「三国志」〜誓いの調べ〜』札幌公演（2021年10月9日、Zepp Sapporo） - 撫子 役[129][130]
  - 声優×芸人朗読劇『WARAI-GOE』（2021年11月5日 、紀伊国屋ホール）[131]
  - 朗読劇『刀使ノ巫女 清夏奉燈』（2021年11月6日 - 7日、古波蔵エレン[132]）
  - ★KIRAKIRA VOICE LAND VOL.45★ MORGUE×CHRONICLE XVII Rapunzel 終わらない螺旋の先へと（2022年6月11日 - 12日、シダックスカルチャーホール） - アンゼリカ、メラース役[133]
  - ファーストテイク朗読劇「ナイスコンプレックス」（2023年6月3日、阿佐ヶ谷アルシェ）健介の幼少期 役[134]
  - ネオ・リーディングシアターvol.2「星降る夜の遊園地」（2023年9月2日、渋谷ロフトヘブン）[135]
  - TOKYO READING CIRCUS 2nd stage『water』（2023年10月22日、TACCS1179） - 片瀬美海役[136]
  - 朗読劇『はなしぐれ』（2024年1月24日 - 28日、CBGKシブゲキ!!）- 満島蘭子 役[137]
  - ファーストテイク朗読劇「ナイスコンプレックス」（2024年2月3日 - 4日、溝ノ口劇場） - 健介の幼少期 役[138]
- 演劇
  - 舞台『眠る鈴のクリスマス』（2023年12月9日（中止）[139]、深川江戸資料館）[140]
  - 市街発イマーシブ演劇「どつぼ」（2024年4月26日 - 28日、阿佐ヶ谷アルシェ）- 木村エナ 役[141]
- その他
  - 麗和落語〜二〇二三春の陣〜　第一陣（2023年2月11日 - 12日、内幸町ホール）[142]

### その他コンテンツ
- 信濃グランセローズ（BCリーグ） BPフェアリーズプロジェクト（2016年、松本ヨーコ[143]）
- 温泉むすめ（2017年、伊東椿月[144]）
- CHARMS!!（2021年、山田小夜[145]）
- 声優e-Sports部 4期生（2022年10月 - ）YouTubeでのゲーム実況

## ディスコグラフィ

### キャラクターソング
| 発売日   | タイトル | 歌 | 楽曲                                                                                 | 備考                                                                               |
| 2014年   | 2014年 | 2014年 | 2014年                                                                               | 2014年                                                                             |
| -------- | --- | --- | ------------------------------------------------------------------------------------ | ---------------------------------------------------------------------------------- |
| 4月30日  | THE IDOLM@STER CINDERELLA MASTER 030 堀裕子                                                                  | 堀裕子（鈴木絵理） | 「ミラクルテレパシー」                                                               | ゲーム『アイドルマスター シンデレラガールズ』関連曲                                |
| 7月30日  | 好感Win-Win無条件                                                                                            | ハート♡インベーダー | 「好感Win-Win無条件」                                                                | テレビアニメ『六畳間の侵略者!?』オープニングテーマ                                 |
| 7月30日  | 好感Win-Win無条件                                                                                            | ハート♡インベーダー | 「大切リスト。」                                                                     | テレビアニメ『六畳間の侵略者!?』関連曲                                             |
| 8月6日   | 1000%憑いていきたい                                                                                          | 東本願早苗（鈴木絵理） | 「1000%憑いていきたい」                                                              | テレビアニメ『六畳間の侵略者!?』関連曲                                             |
| 8月6日   | 1000%憑いていきたい                                                                                          | ハート♡インベーダー | 「明日天気にな〜れ☆」                                                                | テレビアニメ『六畳間の侵略者!?』関連曲                                             |
| 8月13日  | 魔法少女シンドローム                                                                                         | ハート♡インベーダー | 「砂浜TEMPTATION」                                                                   | テレビアニメ『六畳間の侵略者!?』関連曲                                             |
| 8月20日  | 蝶台風 〜バタフライタイフーン〜                                                                              | ハート♡インベーダー | 「僕らの風」                                                                         | テレビアニメ『六畳間の侵略者!?』関連曲                                             |
| 8月27日  | 銀河皇国狂想曲                                                                                               | ハート♡インベーダー | 「MEMORIES」                                                                         | テレビアニメ『六畳間の侵略者!?』関連曲                                             |
| 8月27日  | 龍ヶ嬢七々々の埋蔵金 BD・DVD第3巻特典CD                                                                      | 茨夕（鈴木絵理） | 「mission:Love Me Do♡」                                                              | テレビアニメ『龍ヶ嬢七々々の埋蔵金』関連曲                                         |
| 12月3日  | 大切リスト。                                                                                                 | ハート♡インベーダー | 「ハピハピdays」                                                                     | テレビアニメ『六畳間の侵略者!?』関連曲                                             |
| 12月24日 | THE IDOLM@STER CINDERELLA MASTER Passion Jewelries! 002                                                      | 十時愛梨（原田ひとみ）、日野茜（赤﨑千夏）、高森藍子（金子有希）、星輝子（松田颯水）、堀裕子（鈴木絵理） | 「絶対特権主張しますっ!」 「ゴキゲンParty Night」                                    | ゲーム『アイドルマスター シンデレラガールズ』関連曲                                |
| 12月24日 | THE IDOLM@STER CINDERELLA MASTER Passion Jewelries! 002                                                      | 堀裕子（鈴木絵理） | 「じょいふる」                                                                       | ゲーム『アイドルマスター シンデレラガールズ』関連曲                                |
| 2015年   | | |                                                                                      |                                                                                    |
| 2月22日  | Z/X -Zillions of enemy X- NC DramaCD (3)「ソトゥミサ放送局 R」                                               | 蝶ヶ崎ほのめ（遠藤ゆりか）、麗の妙声鳥 迦陵頻伽（鈴木絵理） | 「Keeping the faith」                                                                | ドラマCD『Z/X』関連曲                                                              |
| 2016年   | | |                                                                                      |                                                                                    |
| 4月27日  | 日常の魔法                                                                                                   | 木幡真琴（篠田みなみ）、倉本千夏（鈴木絵理） | 「日常の魔法」                                                                       | テレビアニメ『ふらいんぐうぃっち』エンディングテーマ                               |
| 8月24日  | ふたり少女                                                                                                   | てこぴかり | 「ふたり少女」                                                                       | テレビアニメ『あまんちゅ！』エンディングテーマ                                     |
| 10月14日 | THE IDOLM@STER CINDERELLA GIRLS 4thLIVE TriCastle Story -Brand new Castle- 会場オリジナルCD 絶対ピンクな小箱 | 堀裕子（鈴木絵理） | 「絶対特権主張しますっ！」                                                           | ゲーム『アイドルマスター シンデレラガールズ』関連曲                                |
| 11月16日 | Bloom | ガーリッシュ ナンバー | 「Bloom」                                                                            | テレビアニメ『ガーリッシュ ナンバー』オープニングテーマ                            |
| 11月16日 | Bloom | kohaluna | 「決意のダイヤ」                                                                     | テレビアニメ『ガーリッシュ ナンバー』オープニングテーマ                            |
| 11月16日 | Cheer for you♪♬🎶                                                                                            | 星あさみ（伊藤美来）、樋口えり（和氣あず未）、早乙女静乃（小牧未侑）、橘紫苑（長縄まりあ）、平岡優（高尾奏音）、出海さくら（鈴木絵理） | 「Cheer for you♪♬🎶」                                                                | テレビアニメ『あにトレ！XX 〜ひとつ屋根の下で〜』オープニングテーマ                |
| 11月16日 | Cheer for you♪♬🎶                                                                                            | 星あさみ（伊藤美来）、樋口えり（和氣あず未）、早乙女静乃（小牧未侑）、橘紫苑（長縄まりあ）、平岡優（高尾奏音）、出海さくら（鈴木絵理） | 「あにトレケイデンス〜2周目〜」                                                      | テレビアニメ『あにトレ！XX 〜ひとつ屋根の下で〜』関連曲                            |
| 12月7日  | ガーリッシュ ナンバー/今は短し夢見よ乙女                                                                     | ガーリッシュ ナンバー | 「今は短し夢見よ乙女」                                                               | テレビアニメ『ガーリッシュ ナンバー』エンディングテーマ                            |
| 12月7日  | ガーリッシュ ナンバー/今は短し夢見よ乙女                                                                     | ガーリッシュ ナンバー | 「虹色Sunrise」                                                                      | テレビアニメ『ガーリッシュ ナンバー』挿入歌                                        |
| 12月7日  | THE IDOLM@STER CINDERELLA GIRLS STARLIGHT MASTER 07 サマカニ!!                                               | 川島瑞樹（東山奈央）、日野茜（赤﨑千夏）、堀裕子（鈴木絵理）、上田鈴帆（春野ななみ）、難波笑美（伊達朱里紗） | 「サマカニ!!（M@STER VERSION）」                                                     | ゲーム『アイドルマスター シンデレラガールズ スターライトステージ』関連曲           |
| 12月14日 | いただき☆ハイテンション/SSS                                                                                  | ガーリッシュ ナンバー | 「いただき☆ハイテンション」                                                          | テレビアニメ『ガーリッシュ ナンバー』挿入歌                                        |
| 12月21日 | 明日への途中で                                                                                               | ガーリッシュ ナンバー+桜ヶ丘七海（佐藤亜美菜） | 「明日への途中で」                                                                   | テレビアニメ『ガーリッシュ ナンバー』挿入歌                                        |
| 2017年   | | |                                                                                      |                                                                                    |
| 2月8日   | THE IDOLM@STER CINDERELLA MASTER EVERMORE                                                                    | アナスタシア（上坂すみれ）、緒方智絵里（大空直美）、神谷奈緒（松井恵理子）、川島瑞樹（東山奈央）、輿水幸子（竹達彩奈）、小早川紗枝（立花理香）、佐久間まゆ（牧野由依）、白坂小梅（桜咲千依）、高森藍子（金子有希）、十時愛梨（原田ひとみ）、日野茜（赤﨑千夏）、北条加蓮（渕上舞）、星輝子（松田颯水）、堀裕子（鈴木絵理）、三村かな子（大坪由佳） | 「ゴキゲンParty Night」                                                              | ゲーム『アイドルマスター シンデレラガールズ』関連曲                                |
| 2月8日   | THE IDOLM@STER CINDERELLA MASTER EVERMORE                                                                    | 大橋彩香、福原綾香、原紗友里、藍原ことみ、青木志貴、青木瑠璃子、飯田友子、五十嵐裕美、今井麻夏、上坂すみれ、内田真礼、桜咲千依、大空直美、大坪由佳、金子真由美、金子有希、木村珠莉、黒沢ともよ、佐藤亜美菜、下地紫野、洲崎綾、鈴木絵理、髙野麻美、高森奈津美、立花理香、種﨑敦美、千菅春香、東山奈央、長島光那、原優子、早見沙織、春瀬なつみ、渕上舞、牧野由依、松井恵理子、松嵜麗、三宅麻理恵、村中知、杜野まこ、安野希世乃、山下七海、山本希望、佳村はるか、ルゥティン、和氣あず未 | 「EVERMORE（4thLIVE MIX）」                                                          | ゲーム『アイドルマスター シンデレラガールズ』関連曲                                |
| 3月29日  | ガーリッシュ ナンバー / キャラクターソング・ミニアルバム〜Growing!〜                                         | 苑生百花（鈴木絵理） | 「キミは嵐」                                                                         | テレビアニメ『ガーリッシュ ナンバー』関連曲                                        |
| 3月29日  | ガーリッシュ ナンバー / キャラクターソング・ミニアルバム〜Growing!〜                                         | ガーリッシュ ナンバー+桜ヶ丘七海（佐藤亜美菜） | 「Growing!」                                                                         | テレビアニメ『ガーリッシュ ナンバー』関連曲                                        |
| 6月24日  | THE IDOLM@STER CINDERELLA GIRLS 5thLIVE TOUR Serendipity Parade!!! 静岡・幕張・福岡 会場オリジナルCD         | 堀裕子（鈴木絵理） | 「サマカニ!!（M@STER VERSION）」                                                     | ゲーム『アイドルマスター シンデレラガールズ スターライトステージ』関連曲           |
| 11月1日  | ハミングDays                                                                                                 | petit corolla | 「ハミングDays」 「Petit Etoile」                                                    | 『温泉むすめ』関連曲                                                               |
| 11月8日  | THE IDOLM@STER CINDERELLA GIRLS STARLIGHT MASTER 14 情熱ファンファンファーレ                                 | 堀裕子（鈴木絵理） | 「サイキック！ぱーりーないと☆」                                                      | ゲーム『アイドルマスター シンデレラガールズ スターライトステージ』関連曲           |
| 2018年   | | |                                                                                      |                                                                                    |
| 1月24日  | Save you Save me                                                                                             | 衛藤可奈美（本渡楓）、十条姫和（大西沙織）、柳瀬舞衣（和氣あず未）、糸見沙耶香（木野日菜）、益子薫（松田利冴）、古波蔵エレン（鈴木絵理） | 「Save you Save me」                                                                 | テレビアニメ『刀使ノ巫女』オープニングテーマ                                       |
| 1月24日  | 心のメモリア                                                                                                 | 衛藤可奈美（本渡楓）、十条姫和（大西沙織）、柳瀬舞衣（和氣あず未）、糸見沙耶香（木野日菜）、益子薫（松田利冴）、古波蔵エレン（鈴木絵理） | 「心のメモリア」                                                                     | テレビアニメ『刀使ノ巫女』エンディングテーマ                                       |
| 4月25日  | 巫女ノ歌〜陸〜                                                                                               | 古波蔵エレン（鈴木絵理） | 「ハイテンション・エクスプロージョン」 「Save you Save me」 「心のメモリア」         | テレビアニメ『刀使ノ巫女』関連曲                                                   |
| 5月23日  | 進化系Colors                                                                                                 | 衛藤可奈美（本渡楓）、十条姫和（大西沙織）、柳瀬舞衣（和氣あず未）、糸見沙耶香（木野日菜）、益子薫（松田利冴）、古波蔵エレン（鈴木絵理） | 「進化系Colors」                                                                     | テレビアニメ『刀使ノ巫女』オープニングテーマ                                       |
| 5月23日  | 未来エピローグ                                                                                               | 衛藤可奈美（本渡楓）、十条姫和（大西沙織）、柳瀬舞衣（和氣あず未）、糸見沙耶香（木野日菜）、益子薫（松田利冴）、古波蔵エレン（鈴木絵理） | 「未来エピローグ」                                                                   | テレビアニメ『刀使ノ巫女』エンディングテーマ                                       |
| 6月20日  | THE IDOLM@STER CINDERELLA GIRLS STARLIGHT MASTER 18 モーレツ★世直しギルティ！                                | 堀裕子（鈴木絵理）、片桐早苗（和氣あず未）、及川雫（のぐちゆり） | 「モーレツ★世直しギルティ！（M@STER VERSION）」                                      | ゲーム『アイドルマスター シンデレラガールズ スターライトステージ』関連曲           |
| 7月25日  | Happen〜木枯らしに吹かれて〜                                                                                 | 湯ノ花幽奈（島袋美由利）、宮崎千紗希（鈴木絵理）、雨野狭霧（高橋李依） | 「Happen〜木枯らしに吹かれて〜」                                                     | テレビアニメ『ゆらぎ荘の幽奈さん』エンディングテーマ                               |
| 7月25日  | Happen〜木枯らしに吹かれて〜 宮崎千紗希                                                                      | 宮崎千紗希（鈴木絵理） | 「Happen〜木枯らしに吹かれて〜」 「曖昧ステイトメント」                              | テレビアニメ『ゆらぎ荘の幽奈さん』関連曲                                           |
| 8月24日  | 刀使ノ巫女 BD・DVD第5巻特典CD                                                                                | 柳瀬舞衣（和氣あず未）、古波蔵エレン（鈴木絵理） | 「Happy Cookie Holic」                                                               | テレビアニメ『刀使ノ巫女』関連曲                                                   |
| 8月29日  | Doll's Destiny                                                                                               | DOLLS | 「Doll's Destiny」 「勝利への標」 「永遠メモリー」                                   | ゲーム『プロジェクト東京ドールズ』関連曲                                           |
| 9月11日  | - | 堀裕子（鈴木絵理） | 「お願い！シンデレラ」                                                               | ゲーム『アイドルマスター シンデレラガールズ スターライトステージ』関連曲           |
| 9月26日  | ゆらぎ荘の幽奈さん BD・DVD第1巻特典CD                                                                        | 宮崎千紗希（鈴木絵理） | 「ガーリッシュリズムセンセーション」                                                 | テレビアニメ『ゆらぎ荘の幽奈さん』関連曲                                           |
| 2019年   | | |                                                                                      |                                                                                    |
| 3月20日  | THE IDOLM@STER CINDERELLA GIRLS STARLIGHT MASTER 27 Vast world                                               | 緒方智絵里（大空直美）、白坂小梅（桜咲千依）、堀裕子（鈴木絵理）、双葉杏（五十嵐裕美）、諸星きらり（松嵜麗） | 「Vast world（M@STER VERSION）」                                                     | ゲーム『アイドルマスター シンデレラガールズ スターライトステージ』関連曲           |
| 11月8日  | THE IDOLM@STER CINDERELLA GIRLS 7thLIVE TOUR Special 3chord♪ Funky Dancing! 会場オリジナルCD                 | 堀裕子（鈴木絵理） | 「モーレツ★世直しギルティ！（M@STER VERSION）」                                      | ゲーム『アイドルマスター シンデレラガールズ スターライトステージ』関連曲           |
| 11月13日 | THE IDOLM@STER CINDERELLA MASTER 3chord for the Pops!                                                        | 佐久間まゆ（牧野由依）、久川颯（長江里加）、中野有香（下地紫野）、佐々木千枝（今井麻夏）、堀裕子（鈴木絵理） | 「comic cosmic（M@STER VERSION）」                                                   | ゲーム『アイドルマスター シンデレラガールズ』関連曲                                |
| 2020年   | | |                                                                                      |                                                                                    |
| 1月8日   | THE IDOLM@STER CINDERELLA GIRLS STARLIGHT MASTER 35 Palette                                                  | 喜多見柚（武田羅梨沙多胡）、堀裕子（鈴木絵理） | 「友達の唄」                                                                         | ゲーム『アイドルマスター シンデレラガールズ スターライトステージ』関連曲           |
| 2月14日  | THE IDOLM@STER CINDERELLA GIRLS 7thLIVE TOUR Special 3chord♪ Glowing Rock! 会場オリジナルCD                  | 堀裕子（鈴木絵理） | 「Vast World（M@STER VERSION）」                                                     | ゲーム『アイドルマスター シンデレラガールズ スターライトステージ』関連曲           |
| 3月30日  | DOLLS Songs & Sounds 01                                                                                      | DOLLS | 「言の葉シンフォニー」 「はじまりのハーモニー」                                      | ゲーム『プロジェクト東京ドールズ』関連曲                                           |
| 3月30日  | DOLLS Songs & Sounds 01                                                                                      | DOLLS | 「追い風Brave motion!!」 「ヒカリ」 「It'sOK!!」 「SmileAgain」 「クリスマスマーチ」 | ゲーム『プロジェクト東京ドールズ』関連曲                                           |
| 3月30日  | DOLLS Songs & Sounds 01                                                                                      | DOLLS | 「言の葉シンフォニー（Live Ver.）」                                                  | ゲーム『プロジェクト東京ドールズ』関連曲                                           |
| 6月10日  | THE IDOLM@STER CINDERELLA GIRLS STARLIGHT MASTER 39 O-Ku-Ri-Mo-No Sunday!                                    | 及川雫（のぐちゆり）、片桐早苗（和氣あず未）、堀裕子（鈴木絵理） | 「行くぜっ！怪盗少女」                                                               | ゲーム『アイドルマスター シンデレラガールズ スターライトステージ』関連曲           |
| 8月19日  | THE IDOLM@STER CINDERELLA GIRLS LITTLE STARS EXTRA! Sing the Prologue♪                                       | 久川凪（立花日菜）、関裕美（会沢紗弥）、遊佐こずえ（花谷麻妃）、三村かな子（大坪由佳）、堀裕子（鈴木絵理） | 「Sing the Prologue♪」                                                               | Webアニメ『アイドルマスター シンデレラガールズ劇場 Extra Stage』エンディングテーマ |
| 2021年   | | |                                                                                      |                                                                                    |
| 8月25日  | マギアレコード魔法少女まどか☆マギカ外伝 Music Collection 2                                                   | カミハ☆マギカ | 「叶えちゃお」                                                                       | ゲーム『マギアレコード 魔法少女まどか☆マギカ外伝』関連曲                           |
| 12月22日 | DOLLS Songs & Sounds 02                                                                                      | DOLLS | 「Starry heart Starry love」 「AnotherDreamer」 「Precious day」                     | ゲーム『プロジェクト東京ドールズ』関連曲                                           |
| 12月22日 | DOLLS Songs & Sounds 02                                                                                      | DOLLS team B | 「サンダーライン」                                                                   | ゲーム『プロジェクト東京ドールズ』関連曲                                           |
| 12月22日 | DOLLS Songs & Sounds 02                                                                                      | DOLLS、NumberS | 「Pray Breath」 「感情を超えて」 「感情を超えて (E3 Ver.)」                          | ゲーム『プロジェクト東京ドールズ』関連曲                                           |
| 2022年   | | |                                                                                      |                                                                                    |
| 8月3日   | THE IDOLM@STER CINDERELLA GIRLS STARLIGHT MASTER R/LOCK ON! 07 ストリート・ランウェイ                        | 砂塚あきら（富田美憂）、早坂美玲（朝井彩加）、堀裕子（鈴木絵理）、多田李衣菜（青木瑠璃子）、二宮飛鳥（青木志貴） | 「ストリート・ランウェイ（M@STER VERSION）」                                         | ゲーム『アイドルマスター シンデレラガールズ スターライトステージ』関連曲           |
| 8月3日   | THE IDOLM@STER CINDERELLA GIRLS STARLIGHT MASTER R/LOCK ON! 07 ストリート・ランウェイ                        | 堀裕子（鈴木絵理） | 「ストリート・ランウェイ（M@STER VERSION）」                                         | ゲーム『アイドルマスター シンデレラガールズ スターライトステージ』関連曲           |
| 26日     | CHARMS!! ユニットデビューシリーズ #3 サクラ＊ティア                                                          | 桜木梢枝（峯田茉優）、山田小夜（鈴木絵理） | 「NICO*ICHI」                                                                        | 『CHARMS!!』関連曲                                                                 |
| 10月4日  | ウマ娘 プリティーダービー Solo Vocal Tracks Vol.5 －4th EVENT SPECIAL DREAMERS!! EXTRA STAGE－               | トーセンジョーダン（鈴木絵理） | 「We are DREAMERS!!（Game Size）」                                                   | ゲーム『ウマ娘 プリティーダービー』関連曲                                          |
| 2023年   | | |                                                                                      |                                                                                    |
| 3月1日   | THE IDOLM@STER CINDERELLA GIRLS STARLIGHT MASTER R/LOCK ON! 13 チカラ！イズ！ぱわー!!                        | 日野茜（赤﨑千夏）、堀裕子（鈴木絵理） | 「チカラ！イズ！ぱわー!!（M@STER VERSION）」                                         | ゲーム『アイドルマスター シンデレラガールズ スターライトステージ』関連曲           |
| 3月1日   | THE IDOLM@STER CINDERELLA GIRLS STARLIGHT MASTER R/LOCK ON! 13 チカラ！イズ！ぱわー!!                        | 堀裕子（鈴木絵理） | 「チカラ！イズ！ぱわー!!（M@STER VERSION）」                                         | ゲーム『アイドルマスター シンデレラガールズ スターライトステージ』関連曲           |
| 3月29日  | アニメ『うまゆる』アルバム                                                                                   | スペシャルウィーク（和氣あず未）、サイレンススズカ（高野麻里佳）、トウカイテイオー（Machico）、マルゼンスキー（Lynn）、オグリキャップ（高柳知葉）、ゴールドシップ（上田瞳）、ウオッカ（大橋彩香）、ダイワスカーレット（木村千咲）、グラスワンダー（前田玲奈）、メジロマックイーン（大西沙織）、エルコンドルパサー（髙橋ミナミ）、テイエムオペラオー（徳井青空）、シンボリルドルフ（田所あずさ）、エアグルーヴ（青木瑠璃子）、アグネスデジタル（鈴木みのり）、セイウンスカイ（鬼頭明里）、ファインモーション（橋本ちなみ）、マヤノトップガン（星谷美緒）、ユキノビジン（山本希望）、アグネスタキオン（上坂すみれ）、イナリワン（井上遥乃）、ウイニングチケット（渡部優衣）、エアシャカール（津田美波）、トーセンジョーダン（鈴木絵理）、ナカヤマフェスタ（下地紫野）、ナリタタイシン（渡部恵子）、ハルウララ（首藤志奈）、マチカネフクキタル（新田ひより）、メイショウドトウ（和多田美咲）、キングヘイロー（佐伯伊織）、マチカネタンホイザ（遠野ひかる）、ダイタクヘリオス（山根綺）、ツインターボ（花井美春）、シリウスシンボリ（ファイルーズあい）、ツルマルツヨシ（青山吉能）、シンボリクリスエス（春川芽生）、タニノギムレット（松岡美里）、ハッピーミーク（吉咲みゆ） | 「うまぴょい伝説（Game Size）」                                                      | Webアニメ『うまゆる』エンディングテーマ                                            |
| 5月26日  | CHARMS!! デビューシングル「WE ARE CHARMS!!」                                                                 | 桜木梢枝（峯田茉優）、山田小夜（鈴木絵理） | 「決して枯れぬ花(Short ver.)」                                                       | 『CHARMS!!』関連曲                                                                 |
| 5月26日  | CHARMS!! デビューシングル「WE ARE CHARMS!!」                                                                 | 桜木梢枝（峯田茉優）、山田小夜（鈴木絵理） | 「NICO*ICHI(Short ver.)」                                                            | 『CHARMS!!』関連曲                                                                 |
| 5月26日  | CHARMS!! デビューシングル「WE ARE CHARMS!!」                                                                 | 桜木梢枝（峯田茉優）、山田小夜（鈴木絵理） | 「CHARMS!!(サクラ＊ティア ver.)」                                                    | 『CHARMS!!』関連曲                                                                 |
| 5月26日  | CHARMS!! デビューシングル「WE ARE CHARMS!!」                                                                 | 嬉野ひなた（会沢紗弥）、楪葉 了（青木瑠璃子）、朗嘉恵利（井澤美香子）、有村柘榴（井澤詩織）、桜木梢枝（峯田茉優）、山田小夜（鈴木絵理）、権堂 舞（福原綾香）、安心院千景（田澤茉純）、妙典 蛍（影山灯）、昏間幽々（山本希望） | CHARMS!!(All member ver.)                                                            | 『CHARMS!!』関連曲                                                                 |
| 6月10日  | THE IDOLM@STER CINDERELLA GIRLS 燿城夜祭 -かがやきよまつり- 会場オリジナルCD                                 | 堀裕子（鈴木絵理） | 「Sing the Prologue♪」                                                               | Webアニメ『アイドルマスター シンデレラガールズ劇場 Extra Stage』関連曲             |
| 9月13日  | ウマ娘 プリティーダービー WINNING LIVE 14                                                                    | ゴールドシチー（香坂さき）、トーセンジョーダン（鈴木絵理）、メジロパーマー（のぐちゆり）、ダイタクヘリオス（山根綺） | 「GSK☆」                                                                             | ゲーム『ウマ娘 プリティーダービー』関連曲                                          |
| 9月13日  | ウマ娘 プリティーダービー WINNING LIVE 14                                                                    | ゴールドシップ（上田瞳）、ウオッカ（大橋彩香）、エルコンドルパサー（髙橋ミナミ）、マンハッタンカフェ（小倉唯）、エアシャカール（津田美波）、エイシンフラッシュ（藤野彩水）、ゴールドシチー（香坂さき）、トーセンジョーダン（鈴木絵理）、ナカヤマフェスタ（下地紫野）、メジロパーマー（のぐちゆり）、ダイタクヘリオス（山根綺）、サトノダイヤモンド（立花日菜）、キタサンブラック（矢野妃菜喜）、シリウスシンボリ（ファイルーズあい）、サクラローレル（真野美月）、ネオユニヴァース（白石晴香）、タップダンスシチー（篠田みなみ） | 「うまぴょい伝説」                                                                   | ゲーム『ウマ娘 プリティーダービー』関連曲                                          |
| 2024年   | | |                                                                                      |                                                                                    |
| 1月10日  | TVアニメ『ウマ娘 プリティーダービー Season 3』ANIMATION DERBY Season 3 vol.3 Original Sound Track            | キタサンブラック（矢野妃菜喜）、サトノダイヤモンド（立花日菜）、サトノクラウン（鈴代紗弓）、シュヴァルグラン（夏吉ゆうこ）、サウンズオブアース（MAKIKO）、ドゥラメンテ（秋奈）、トウカイテイオー（Machico）、メジロマックイーン（大西沙織）、ゴールドシップ（上田瞳）、スペシャルウィーク（和氣あず未）、サイレンススズカ（高野麻里佳）、ウオッカ（大橋彩香）、ダイワスカーレット（木村千咲）、ナイスネイチャ（前田佳織里）、ツインターボ（花井美春）、イクノディクタス（田澤茉純）、マチカネタンホイザ（遠野ひかる）、ロイスアンドロイス（田辺留依）、ヴィルシーナ（奥野香耶）、ヴィブロス（伊藤彩沙）、シンボリルドルフ（田所あずさ）、エアグルーヴ（青木瑠璃子）、ミホノブルボン（長谷川育美）、ライスシャワー（石見舞菜香）、サクラバクシンオー（三澤紗千香）、トーセンジョーダン（鈴木絵理）、マチカネフクキタル（新田ひより）、メイショウドトウ（和多田美咲）、メジロパーマー（のぐちゆり）、ダイタクヘリオス（山根綺）、コパノリッキー（稲垣好） | 「うまぴょい伝説」                                                                   | テレビアニメ『ウマ娘 プリティーダービー Season 3』エンディングテーマ               |
| 1月24日  | ウマ娘 プリティーダービー WINNING LIVE 15                                                                    | スペシャルウィーク（和氣あず未）、ライスシャワー（石見舞菜香）、スマートファルコン（大和田仁美）、トーセンジョーダン（鈴木絵理）、ナイスネイチャ（前田佳織里）、キングヘイロー（佐伯伊織）、メジロパーマー（のぐちゆり）、ツルマルツヨシ（青山吉能）、サクラローレル（真野美月）、ヒシミラクル（春日さくら） | 「Comeback Story V」                                                                 | ゲーム『ウマ娘 プリティーダービー』関連曲                                          |
| 1月24日  | ウマ娘 プリティーダービー WINNING LIVE 15                                                                    | スペシャルウィーク（和氣あず未）、ライスシャワー（石見舞菜香）、スマートファルコン（大和田仁美）、ゼンノロブロイ（照井春佳）、トーセンジョーダン（鈴木絵理）、ナイスネイチャ（前田佳織里）、キングヘイロー（佐伯伊織）、メジロパーマー（のぐちゆり）、サトノダイヤモンド（立花日菜）、キタサンブラック（矢野妃菜喜）、ツルマルツヨシ（青山吉能）、サクラローレル（真野美月）、ネオユニヴァース（白石晴香）、ヒシミラクル（春日さくら） | 「うまぴょい伝説」                                                                   | ゲーム『ウマ娘 プリティーダービー』関連曲                                          |
| 2月14日  | THE IDOLM@STER CINDERELLA GIRLS STARLIGHT MASTER HEART TICKER! 03 HALLOWEEN GAME                             | 姫川友紀（杜野まこ）、中野有香（下地紫野）、堀裕子（鈴木絵理）、上条春菜（長島光那）、白雪千夜（関口理咲） | 「HALLOWEEN GAME（M@STER VERSION）」                                                 | ゲーム『アイドルマスター シンデレラガールズ スターライトステージ』関連曲           |
| 2月14日  | THE IDOLM@STER CINDERELLA GIRLS STARLIGHT MASTER HEART TICKER! 03 HALLOWEEN GAME                             | 堀裕子（鈴木絵理） | 「HALLOWEEN GAME（M@STER VERSION）」                                                 | ゲーム『アイドルマスター シンデレラガールズ スターライトステージ』関連曲           |
| 4月17日  | ウマ娘 プリティーダービー WINNING LIVE 18                                                                    | メジロライアン（土師亜文）、アイネスフウジン（長江里加）、ウイニングチケット（渡部優衣）、トーセンジョーダン（鈴木絵理）、ビコーペガサス（田中あいみ）、イクノディクタス（田澤茉純）、ヤエノムテキ（日原あゆみ）、ナリタトップロード（中村カンナ）、ワンダーアキュート（須藤叶希）、ドゥラメンテ（秋奈） | 「爆熱マイソウル」                                                                   | ゲーム『ウマ娘 プリティーダービー』関連曲                                          |
| 4月17日  | ウマ娘 プリティーダービー WINNING LIVE 18                                                                    | メジロライアン（土師亜文）、アイネスフウジン（長江里加）、ウイニングチケット（渡部優衣）、トーセンジョーダン（鈴木絵理）、ビコーペガサス（田中あいみ）、イクノディクタス（田澤茉純）、ヤエノムテキ（日原あゆみ）、ナリタトップロード（中村カンナ）、ワンダーアキュート（須藤叶希）、ドゥラメンテ（秋奈）、ラインクラフト（小島菜々恵）、シーザリオ（佐藤榛夏）、エアメサイア（根本優奈）、デアリングハート（希水しお） | 「うまぴょい伝説」                                                                   | ゲーム『ウマ娘 プリティーダービー』関連曲                                          |
| 5月24日  | 劇場版『ウマ娘 プリティーダービー 新時代の扉』オリジナル・サウンドトラック                                   | ジャングルポケット（藤本侑里）、アグネスタキオン（上坂すみれ）、マンハッタンカフェ（小倉唯）、ダンツフレーム（福嶋晴菜）、フジキセキ（松井恵理子）、テイエムオペラオー（徳井青空）、ナリタトップロード（中村カンナ）、メイショウドトウ（和多田美咲）、アドマイヤベガ（咲々木瞳）、オグリキャップ（高柳知葉）、ダイワスカーレット（木村千咲）、アグネスデジタル（鈴木みのり）、ユキノビジン（山本希望）、ライスシャワー（石見舞菜香）、エアシャカール（津田美波）、カレンチャン（篠原侑）、ゴールドシチー（香坂さき）、トーセンジョーダン（鈴木絵理）、ハルウララ（首藤志奈）、キングヘイロー（佐伯伊織）、ヒシミラクル（春日さくら） | 「うまぴょい伝説」                                                                   | 劇場アニメ『ウマ娘 プリティーダービー 新時代の扉』エンディングテーマ               |
| 6月19日  | THE IDOLM@STER CINDERELLA GIRLS STARLIGHT MASTER HEART TICKER! 08 スバル                                     | 片桐早苗（和氣あず未）、及川雫（のぐちゆり）、堀裕子（鈴木絵理） | 「アッパレ♪Mahara★Japaaan!」                                                         | ゲーム『アイドルマスター シンデレラガールズ スターライトステージ』関連曲           |
| 2025年   | | |                                                                                      |                                                                                    |
| 5月21日  | THE IDOLM@STER CINDERELLA GIRLS STARLIGHT MASTER CRYSTAL QUALIA 05 スマイルファンタジー                      | 堀裕子（鈴木絵理） | 「さいきっく☆うぉんちゅー！」                                                        | ゲーム『アイドルマスター シンデレラガールズ スターライトステージ』関連曲           |

## ライブ・イベント

### 合同ライブ
| 出演日               | タイトル                                                                                        | 会場                                                   |
| -------------------- | ----------------------------------------------------------------------------------------------- | ------------------------------------------------------ |
| 2014年8月16日        | a-nation island powered by inゼリー あに☆ぱら〜anime paradice〜                                 | 国立代々木競技場第二体育館（東京都）                   |
| 2014年8月18日        | a-nation island Resort stage                                                                    | 国立代々木競技場（東京都）                             |
| 2014年11月30日       | THE IDOLM@STER CINDERELLA GIRLS 2ndLIVE PARTY M@GIC!!                                           | 国立代々木第一体育館（東京都）                         |
| 2015年11月28日       | THE IDOLM@STER CINDERELLA GIRLS 3rdLIVE シンデレラの舞踏会 - Power of Smile -                   | 幕張メッセ国際展示場 9-11番ホール（千葉県）            |
| 2016年10月15日       | THE IDOLM@STER CINDERELLA GIRLS 4thLIVE TriCastle Brand New Castle                              | さいたまスーパーアリーナ（埼玉県）                     |
| 2017年5月13日・14日  | THE IDOLM@STER CINDERELLA GIRLS 5thLIVE TOUR Serendipity Parade!!! 宮城公演                     | セキスイハイムスーパーアリーナ（宮城県）               |
| 2017年6月9日・10日   | THE IDOLM@STER CINDERELLA GIRLS 5thLIVE TOUR Serendipity Parade!!! 大阪公演                     | 大阪城ホール（大阪府）                                 |
| 2017年8月13日        | THE IDOLM@STER CINDERELLA GIRLS 5thLIVE TOUR Serendipity Parade!!! さいたまスーパーアリーナ公演 | さいたまスーパーアリーナ（埼玉県）                     |
| 2017年11月19日       | アイドルマスター シンデレラガールズ 6th Anniversary Memorial Party                              | 舞浜アンフィシアター（千葉県）                         |
| 2018年3月3日         | アイドルマスター シンデレラガールズ劇場 すぷりんぐふぇすてぃばる 2018                           | 舞浜アンフィシアター（千葉県）                         |
| 2018年4月7日・8日    | THE IDOLM@STER CINDERELLA GIRLS Initial Mess@ge                                                 | 台北国際会議中心（台湾 台北市）                        |
| 2018年8月18日        | SUMMER SONIC 2018                                                                               | ZOZOマリンスタジアム＆幕張メッセ（千葉県）             |
| 2018年9月8日・9日    | THE IDOLM@STER CINDERELLA GIRLS SS3A Live Sound Booth♪                                          | ヤマダグリーンドーム前橋（群馬県）                     |
| 2018年12月1日・2日   | THE IDOLM@STER CINDERELLA GIRLS 6thLIVE MERRY-GO-ROUNDOME!!!                                    | ナゴヤドーム（愛知県）                                 |
| 2019年9月3日・4日    | THE IDOLM@STER CINDERELLA GIRLS 7thLIVE TOUR Special 3chord♪ Comical Pops!                      | 幕張メッセ国際展示場 9-11番ホール（千葉県）            |
| 2019年11月9日・10日  | THE IDOLM@STER CINDERELLA GIRLS 7thLIVE TOUR Special 3chord♪ Funky Dancing!                     | ナゴヤドーム（愛知県）                                 |
| 2021年12月25日・26日 | THE IDOLM@STER CINDERELLA GIRLS 10th ANNIVERSARY M@GICAL WONDERLAND TOUR!!! CosmoStar Land      | 愛知県国際展示場 ホールA（愛知県）                     |
| 2022年3月6日         | ウマ娘 プリティーダービー 4th EVENT「SPECIAL DREAMERS!!」東京公演                               | 武蔵野の森総合スポーツプラザ・メインアリーナ（東京都） |
| 2022年4月2日         | THE IDOLM@STER CINDERELLA GIRLS 10th ANNIVERSARY M@GICAL WONDERLAND!!!                          | ベルーナドーム（埼玉県）                               |
| 2022年5月5日         | ウマ娘 プリティーダービー 4th EVENT「SPECIAL DREAMERS!!」横浜公演                               | ぴあアリーナMM（神奈川県）                             |
| 2022年9月3日・4日    | THE IDOLM@STER CINDERELLA GIRLS LIKE4LIVE #cg_ootd                                              | 日本ガイシホール（愛知県）                             |
| 2022年11月26日・27日 | THE IDOLM@STER CINDERELLA GIRLS Twinkle LIVE Constellation Gradation                            | ベルーナドーム（埼玉県）                               |
| 2023年9月17日        | ウマ娘 プリティーダービー 5th EVENT ARENA TOUR GO BEYOND -GAZE-                                 | ポートメッセなごや（愛知県）                           |
| 2023年12月31日       | 第7回 ももいろ歌合戦                                                                            | 横浜アリーナ（神奈川県）                               |
| 2024年3月22日        | ウマ娘 プリティーダービー 5th EVENT ARENA TOUR GO BEYOND -NEW GATE-                             | 大阪城ホール（大阪府）                                 |